# Rootsiküla (Peipsiääre)
Rootsiküla is een plaats in de Estlandse gemeente Peipsiääre, provincie Tartumaa. De plaats heeft 32 inwoners (2021) en heeft de status van dorp (Estisch: küla).
Rootsiküla lag tot in oktober 2017 in de gemeente Alatskivi. In die maand werd Alatskivi bij de gemeente Peipsiääre gevoegd.
De plaats ligt aan het Peipusmeer. Ten noorden van Rootsiküla mondt de rivier Alatskivi jõgi in het Peipusmeer uit.

## Geschiedenis
De plaats werd voor het eerst genoemd in 1592 als Russische nederzetting onder de Poolse naam Roczyrand. De naam Rootsiküla betekent ‘Zweeds dorp’, maar vermoedelijk is er geen verband met rootsi, ‘Zweeds’, maar is het eerste deel van de naam een verbastering van Рочино (‘Rotsjino’), de Russische naam voor het dorp.
In 1977 werd het buurdorp Rootsisoo bij Rootsiküla gevoegd.